# Sacrae disciplinae leges
Sacrae disciplinae leges es una constitución apostólica de  Juan Pablo II firmada el 25 de enero de 1983, con la cual ese papa promulgó el vigente Código de derecho canónico. La fecha de promulgación fue hecha coincidir con el anuncio que en 1959, el papa Juan XXIII hiciera en un conocido discurso a los cardenales sobre la celebración de un sínodo de la ciudad de Roma, el concilio ecuménico que luego fue llamado Vaticano II y, precisamente, la elaboración de un nuevo código de derecho canónico.
En la primera parte del documento, Juan Pablo II recuerda estas circunstancias y que gracias a las conclusiones del concilio, el nuevo código se había realizado con la colaboración de muchos obispos. Asimismo se presenta a la Iglesia como pueblo de Dios, tal como propone la constitución conciliar Lumen gentium.
A continuación el Papa reflexiona sobre la naturaleza del derecho canónico y promulga oficialmente el texto:

Así pues, confiado en la ayuda de la gracia divina, apoyado en la autoridad de los Santos Apóstoles Pedro y Pablo, bien consciente de lo que realizó, acogiendo las súplicas de los Obispos de todo el mundo que han colaborado conmigo con espíritu colegial, con la suprema autoridad de que estoy revestido, por medio de esta Constitución que tendrá siempre vigencia en el futuro, promulgo el presente Código tal como ha sido ordenado y revisado, y ordeno que en adelante tenga fuerza de ley para toda la Iglesia latina.